# Opisthocèle
Le terme opisthocèle ou opisthocœle qualifie une vertèbre dont le corps vertébral est convexe sur la face craniale et concave sur la face caudale. Ce type de vertèbre se retrouve chez la majorité des amphibiens Urodèles et au niveau des vertèbres cervicales chez les ongulés.